# Crossroads (condado de Summers)
Crossroads (condado de Summers) es un área no incorporada ubicada dentro del Distrito New River, una división civil menor del condado de Summers, Virginia Occidental, Estados Unidos. Está catalogada como un asentamiento humano por la Junta de Nombres Geográficos de los Estados Unidos.

## Identificador
El número de identificación asignado por el Sistema de Información de Nombres Geográficos es 1537874.

## Geografía
Se encuentra a una altitud de 793 metros sobre el nivel del mar (2602 pies) según el conjunto de datos de elevación nacional.